# Wayne Grayson
Wayne Grayson (New York, 22 september 1974) is een Amerikaans stemacteur, die heeft gewerkt voor onder meer 4Kids Entertainment, NYAV Post en DuArt Film and Video.
Tot de bekendste personages die Grayson van een stem voorzag, kan Joey Wheeler worden gerekend in de Engelstalige versie van de animeserie Yu-Gi-Oh! uit 2001, alsook Michelangelo in Teenage Mutant Ninja Turtles uit 2003.

## Filmografie (selectie)
- Adventures in Voice Acting (documentaire) – Zichzelf
- Dinosaur King (animeserie) – Dr. Ancient, Aladdin
- Kappa Mikey (animeserie) – Mr. Stereo, Dr. Katashi
- One Piece (animeserie) – Eneru, Mihawk, Yosaku, Cabaji, Koshiro
- Pokémon (animeserie) - Meerdere stemmen
- Revolutionary Girl Utena (animeserie) – Ruka Tsuchiya
- Shaman King (animeserie) – Tokagero
- Teenage Mutant Ninja Turtles (animatieserie) – Michelangelo
- To Heart (animeserie) – Masashi Sato
- Turtles Forever (animatiefilm) – Michelangelo
- Winx Club (animatieserie) - Timmy[1]
- Yu-Gi-Oh! (animeserie) – Joey Wheeler, Dartz, Shadi, Roland

## Referentie
1. ↑  https://www.youtube.com/watch?v=vAVPtcG6z_Y

- International Standard Name Identifier: 0000 0000 5309 5518
- Library of Congress Control Number: nr2004016888
- Virtual International Authority File: 39326917
- WorldCat: E39PBJqk3cX9MXdjqcjXwVTj4q